# Patagonotothen ramsayi
Patagonotothen ramsayi és una espècie de peix pertanyent a la família dels nototènids. Va ser descrit per l'ictiòleg escocès Charles Tate Regan el 1913.

## Descripció
- Pot arribar a fer 44 cm de llargària màxima.
- 7 espines i 32-35 radis tous a l'aleta dorsal i cap espina i 32-34 radis tous a l'anal.
- 51-52 vèrtebres.
- Aleta caudal arrodonida.[2][3]
- Menja principalment plàncton gelatinós i crustaci.[4]

## Depredadors
A l'Argentina és depredat per Dipturus chilensis i a les illes Malvines per Cottoperca gobio, Schroederichthys bivius, l'agullat (Squalus acanthias), Bathyraja brachyurops, Bathyraja griseocauda, Squatina guggenheim i Bathyraja albomaculata.

## Hàbitat
És un peix d'aigua marina, bentopelàgic i de clima temperat (36°S-56°S, 69°W-54°W) que viu entre 50 i 500 m de fondària que troba a l'Atlàntic sud-occidental: la plataforma continental patagona.
És inofensiu per als humans.